# رانكين باربي
رانكين باربي (بالإنجليزية: Rankin Barbee)‏ هو صحفي ومؤرخ أمريكي، ولد في 1874، وتوفي في 1958.